# Fàbrica Mitjans
La Fàbrica Mitjans és un edifici de Terrassa, al barri de Vallparadís, inclòs en l'Inventari del Patrimoni Arquitectònic de Catalunya.

## Descripció
Es tracta d'una construcció d'estructura complexa situada entre el carrer del Doctor Pearson, la carretera de Castellar i el carrer del Violinista Vellsolà. El conjunt és en general de planta baixa i un pis, amb alguns cossos sobresortints.
La façana de la carretera de Castellar mostra un parament llis, amb la porta d'accés principal situada a la banda esquerra, dins d'un petit porxo de planta triangular amb un petit sector enjardinat i un xiprer. A la planta baixa hi ha obertures rectangulars i al primer pis, una finestra longitudinal que recorre la part dreta, mentre que a l'espai corresponent a l'accés hi ha una retícula de formigó que deixa veure una finestra i el xiprer.

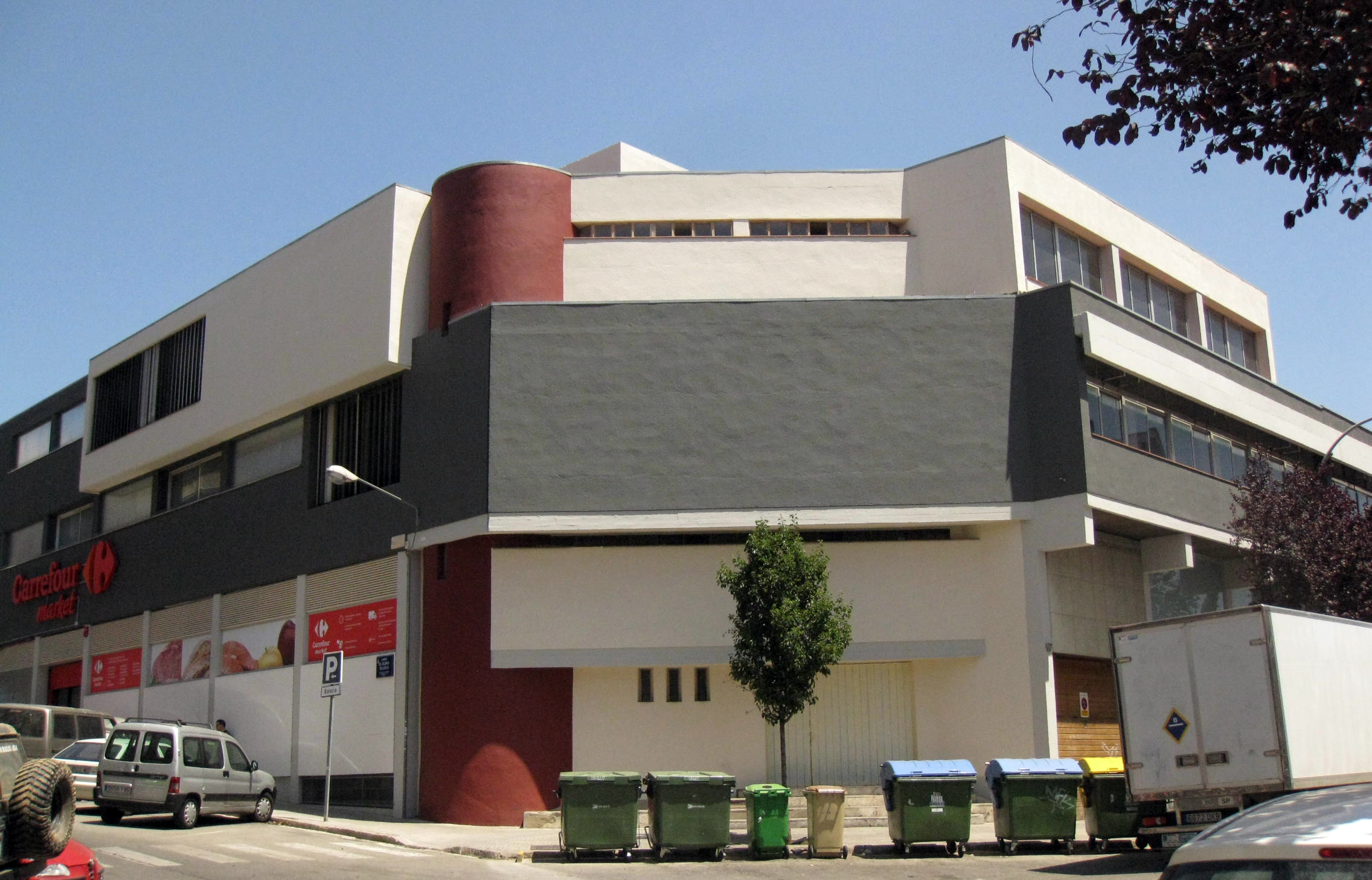
Façana de la cantonada dels carrers Doctor Pearson i Violinista Vellsolà

La façana del carrer del Doctor Pearson presenta una estructura similar, amb tres obertures per a vehicles i grans mènsules de formigó que sostenen el primer pis, avançat, amb una finestra longitudinal que recorre tot l'ample.

## Història
Es tracta d'una de les construccions fabrils realitzades en època posterior a la guerra del 1936-1939. L'arquitecte encarregat de l'obra fou Joan Baca i Pericot.
Dedicada al sector tèxtil, Llenceria Mitjans S.A., empresa constituïda el 1940, va patir un incendi a la fàbrica l'any 2007, que en va accelerar el procés de tancament. L'edifici fou reformat per l'arquitecte Francesc Badia Armengol entre els anys 2011-2012 i actualment es dedica a usos comercials.